# رضوان الحلو
الرفيق رضوان الحلو (موسى) (1909-1975) سياسي فلسطيني تولى منصب السكرتير العام للحزب الشيوعي الفلسطيني في موسكو من عام 1934 حتى انشقاقه عام 1943
إلى الحزب العربي "عصبة التحرر الوطني في فلسطين"، وحزب يهودي ظل إسمه "الحزب الشيوعي الفلسطيني".

## المولد والنشأة
ولد رضوان الحلو في سنة 1909م، حيث كان يعمل في مخبز والده، ولم يلتحق بالمدرسة في صغره، وبعد اندلاع الثورة السورية ضد الاحتلال الفرنسي عام 1925، أراد الانضمام الى صفوف المتطوعين لدى وفد الثوار السوريين في فلسطين، إلا أنه رفض طلبه بسبب صغر سنه، فقد كان عمره آنذاك 16 عامًا. انضم لاحقًا إلى جمعية الشبان المسلمين في يافا وتعلم مبادئ القراءة والكتابة، ولكنه طُرد منها، وعمل بعدها كعامل بناء في يافا، كما انضم بعدها لحركة النقشبندية الدينية ولكن انشق عنها هي الأخرى.

## انضمامه للحزب الشيوعي
- انضم في بداية الأمر برابطة الشبيبة الشيوعية للحزب الشيوعي الفلسطيني عام 1923 وتعلم القراءة والكتابة هناك.
- بعدما التحق رضوان بالحزب الشيوعي، ذهب ببعثة تابعة للحزب إلى موسكو في أغسطس (آب) 1930 برفقة مندوبين للمؤتمر الخامس للكومنترين، والتحق بمعهد الكادحين (الجامعة الشيوعية لكادحي الشرق) لمدة ثلاث سنوات. وتعلم اللغة الروسية في تلك الفترة.[3][5][6]
- في عام 1933 عاد الى فلسطين ومعه الرفيق مئير كولنين، وتم اعتقالة في بيروت، وتم نفيه إلى فرنسا واعتقل فيها لمدة 4 أشهر، وفي تلك الفترة عُين سكرتيرًا لتنظيم الشبيبة في الحزب، وشارك في أعمال المؤتمر السابع للحزب، وتدرج في الوظائف داخل الحزب فأصبح عضو في اللجنة المركزية، ومن ثَم عضو في المكتب السياسي.[7][8][9]
- عام 1934 تقلد منصب الأمين العام للحزب بموجب قرار تعريب الحزب الشيوعي حتى انشق عن المنصب عام 1943.[10][11]
- أصدر صحيفة "نضال الشعب" بعدما اغلق مجلة "الى الأمام" التي كانت تصدر عام 1929 واستمرت الأولى في الصدور الى عام 1943.[2]

## وفاته
في أعقاب النَّكبة الفلسطينيَّة عام 1948، نزح الحلو مع عائلته من يافا الى اللد، حتى استقر أخيرًا في أريحا. توفي في سنة 1975، عن عمر ناهز 66 عامًا.

## انظر ايضًا
- الحزب الشيوعي الفلسطيني
- حزب الشعب الفلسطيني